# Aphyosemion ocellatum
Aphyosemion ocellatum är en fiskart som beskrevs av Huber och Radda, 1977. Aphyosemion ocellatum ingår i släktet Aphyosemion och familjen Nothobranchiidae. IUCN kategoriserar arten globalt som livskraftig. Inga underarter finns listade i Catalogue of Life.